# Вымирание
Вымирание — явление в биологии и экологии, заключающееся в исчезновении (смерти) всех представителей определённого биологического вида или таксона. Вымирание может иметь естественные или антропогенные причины. При особо частых случаях вымирания биологических видов за короткий промежуток времени обычно говорят о массовом вымирании.

## Крупнейшие вымирания в истории Земли
- 2,45 млрд лет — кислородная катастрофа — исчезли почти все анаэробы;
- 440 млн лет назад — ордовикско-силурийское вымирание — исчезло более 60 % видов морских беспозвоночных;
- 364 млн лет назад — девонское вымирание — численность видов морских организмов сократилась на 50 %;
- 251,4 млн лет назад — «великое» пермское вымирание, самое массовое вымирание из всех, приведшее к исчезновению более 95 % видов всех живых существ;
- 199,6 млн лет назад — триасовое вымирание — в результате которого вымерла, по меньшей мере, половина известных сейчас видов, живших на Земле в то время;
- 66 млн лет назад — мел-палеогеновое вымирание — массовое вымирание, уничтожившее шестую часть всех видов, в том числе и нептичьих динозавров.
- 33,9 млн лет назад — эоцен-олигоценовое вымирание — уступает в масштабах предыдущим 5 массовым вымираниям, значительно изменился состав морской и наземной флоры и фауны
- 130 тыс. лет назад — настоящее время: позднеплейстоцен — голоценовое вымирание[1] — массовое вымирание, вызванное в значительной степени человеческой деятельностью, наиболее пострадала мегафауна.

## Причины вымирания
Вымирания происходят либо из-за резкого изменения среды обитания, либо из-за конкуренции с другими видами или хищниками.
По данным палеонтологии размер тела не связан с повышенной скоростью появления и исчезновения вида. В среднем в любой момент времени в прошлом крупные животные вымирали не чаще, чем мелкие, и большинство массовых вымираний затрагивало животных всех размеров.
Причины вымирания
- катастрофы (падение астероидов, метеоритов, извержение вулканов);
- изменения окружающей среды;
- человеческий фактор;
- хищники;
- конкуренция с другими видами животных на одном и том же жизненном пространстве;
- эпизоотии, нападения паразитов;
- ограниченный ареал (например, для островных видов, может приводить к снижению генетического разнообразия из-за инбридинга)

Американский ученый Пол Мартин предложил универсальное объяснение для вымираний, происходивших по всему миру. Были разработаны сложные модели вымираний на разных территориях в результате экологических перемен, вызванных постепенным изменением климата, однако маловероятно, чтобы в таких условиях могли бы полностью исчезнуть виды с обширными ареалами, такие как крупные травоядные. Ведь теоретически, они могли бы мигрировать в регионы с более благоприятными условиями. Очевидно, что должны были действовать и другие факторы. Таким фактором, как показал Мартин был рост популяции человека.